# Allyn-Grapeview
Allyn-Grapeview  est une ancienne census-designated place du Comté de Mason dans l'état de Washington.
En 2010, elle a été séparée en deux : Allyn et Grapeview, dont la population cumulée est de 2 917 habitants.
Les îles Reach et Stretch y sont rattachées administrativement.